# Alexis Roy
Pour les articles homonymes, voir Roy.
Alexis Roy est né en 1959. Il est conteur et comédien depuis plusieurs années. Il exerce aussi le métier de clown thérapeutique dans les hôpitaux.

## Biographie
« Alexis voyage sur la route du conte depuis plus de 17 ans. Il a parcouru les territoires de la francophonie en racontant des histoires inspirées du répertoire traditionnel. C'est avec la complicité de l'auteure Johanne Alice Côté qu'il livre ses contes à rire. Sans hésiter, sur le bonheur de transmettre au public sa joie et son énergie, Alexis vous amène dans un voyage imaginaire. Feu follet, loup-garou, revenant, quêteux et grigouze vous feront une place dans leur cabane à chimère. » Il crée ses contes en s'inspirant grandement du répertoire d'histoires traditionnelles, ce qui intéresse autant les jeunes que les plus vieux.
Il a une formation de comédien. On le constate lorsqu'il raconte ses contes. Il développe une gestuelle particulière ; il performe ses histoires et il joue ses personnages. « Il a exploré la variété et l'humour avant de privilégier le théâtre corporel » ; il a donc plusieurs cordes à son arc. Avant de commencer sa carrière de conteur, Alexis a fait une démarche comme acteur professionnel. Il s'est entraîné à la méthode d'acteur de Grotowski avec le théâtre de la Veillée, mais surtout, il a passé 8 ans à intégrer "l'impulsion créatrice", méthode d'entraînement basé sur l'improvisation et la qualité de présence de l'acteur sur scène, auprès du maître russe Oleg Kissiliev.
Il exerce aussi le métier de clown thérapeutique auprès des enfants malades à l'Hôpital Sainte-Justine. En 2020, il raconte son expérience de clown et ses histoires d'hôpital au Musée de la mémoire vivante à Saint-Jean-Port-Joli. Il dit notamment : « Les enfants malades, la famille et les aînés en CHSLD font partie de mes plus belles rencontres humaines. J’y ai découvert le courage, la résilience mais aussi le désespoir et la souffrance. Je peux dire après 18 ans de clown thérapeutique que le clown est un archétype puissant qui par sa joie et son énergie entre en relation directe avec le cœur et le centre de l’être de ceux qu’il côtoie. De ces rencontres [ont] émergé des histoires humaines fabuleuses. J’aimerais vous les partager tout en leur donnant un souffle d’imaginaire. »    
« Amoureux des territoires grandioses et magiques, il est le directeur artistique du Festival de contes et légendes de l'Innucadie qui se déroule à l'été à Natashquan. » Ce festival se veut être un lieu de parole dans lequel on célèbre l'œuvre de Gilles Vigneault, l'œuvre de Joséphine Bacon, la culture acadienne dans son ensemble, les créations artistiques des Innus, et la culture de l'oralité. Il est d'ailleurs l'inventeur du terme « Innucadie » comme concept réunissant la Première Nation des Innus et les Acadiens de la Côte-Nord du Québec.
Il a contribué à la parution de quelques livres de contes. En 2009, avec l'aide de Johanne Alice Côté, il a fait paraître un livre intitulé Les contes du bout de la Beauce. Il a fait paraître en 2014, un livre audio intitulé Les contes traditionnels du Québec avec Jocelyn Bérubé et Robert Seven Crows. En 2015, il a participé à l'écriture d'un ouvrage collectif Contes de Louis Fréchette chez Planète rebelle.
« Depuis 1998, il a réalisé 5 spectacles et donné plus de 1000 représentations pour différents types de public. Il a travaillé plus de 5000 heures comme clown à l'hôpital. Tout ce temps passé en relation avec le public nous confirme qu'Alexis est chez lui sur une scène, que ce soit sur la scène d'un grand théâtre, le plancher de béton d'un gymnase d'école, le terrain gazonné d'un parc d'une petite municipalité ou encore dans le corridor d'un hôpital. » 
En 2019, dans le cadre du Festival International du conte Jos Violon, il a compétitionné aux côtés de Catherine Pierloz et Ariane Labonté, pour détrôner Jocelyn Bérubé de son titre au concours de légendes.

## Œuvre

### Livres
- Les contes du bout de la Beauce (avec Johanne Alice Côté), Montréal, Michel Brûlé, 2009, 117 p.  (ISBN 9782894854402)
- Contes de Louis Fréchette : un hommage (et al.), Montréal, Planète rebelle, 2015, 399 p.  (ISBN 9782924174685)

### Livres audio
- Les contes traditionnels du Québec (avec Jocelyn Bérubé et Robert Seven Crows), Valence, Éditions Oui'dire, 2014.  (ISBN 9782917333327)

## Prix et honneurs
- 1998-2008 : Cinq fois boursier de la bourse création du Conseil des arts et des lettres du Québec (CALQ)[2].
- 2013 : Hibou d'or. Prix au conteur ayant reçu la meilleure appréciation du public[9].
- 2015 : Récipiendaire du prix de la menterie du dimanche du conte[2].